# Neuměř
Neuměř (en allemand : Nomirschen, précédemment : Nohomirschen) est une commune du district de Plzeň-Sud, dans la région de Plzeň, en République tchèque. Sa population s'élevait à 141 habitants en 2017.

## Géographie
Neuměř se trouve à 3 km à l'ouest du centre de Holýšov, à 21 km au nord-est de Domažlice, à 28 km au sud-ouest de Plzeň et à 113 km à l'ouest-sud-ouest de Prague.
La commune est limitée par Holýšov au nord et à l'est, par Kvíčovice au sud et par Všekary à l'ouest.

## Histoire
La première mention écrite de la localité date de 1542.
Le 1er janvier 2021, la commune a été séparée du district de Domažlice et réunie au district de Plzeň-Sud.